# Улитау (гори)
Улитау (каз. Ұлытау) — масив невисоких гір на південному заході Казахського дрібносопковика. Складений переважно гранітами. Схили розчленовані ущелинами тимчасово діючих водотоків, голі й скелясті. На схилах зустрічаються соснові бори і степи, місцями у зволожених пониззях березові діброви, в ущелинах скель — степові злаки, полин, ефедра; на кам'янистих осипах — чагарники.
Улитау — один із найдавніших гірських масивів Сари-Арки. Простягається з півночі на південь на 200 км. Його найвища точка — пік Акмешит (1131 м).
Улитау називають «країною озер і джерел». Про цілющі властивості гірської джерельної води Улитау знали далеко за межами цього краю.
У XVII—XVIII століттях гори Аргинати (Улитау) вважалися центром всього Казахського степу. У 1730 р. тут зібралося близько 40 тисяч озброєних ополченців з усіх трьох жузів. Тоді від імені ханського роду загальне командування військами було покладено на Абулхайра, а безпосереднє керівництво військовими діями здійснював Богенбай батир.
Величні кургани, некрополі, мавзолеї Бегази-Дандибаєвської культури, наскельні малюнки, петрогліфи, шахти, металургійні печі, у яких виплавлялися мідь, олово, срібло, золото та інші стародавні пам'ятники, знайдені й досліджені вченими, свідчать про те, що Улитау віддавна був центром Сари-Арки і всього степу.
Велич цих найдавніших гір укладено в значущості подій національної історії Казахстану. Улитау був улюбленим місцем ханів кочових племен. Тут дислокувалася ставка Жоши хана — старшого сина Чингісхана, звідси починав свій завойовницький похід на захід хан Батий. В Улитау споруджені мавзолеї хана Джучі і Алаша хана. На північ від мавзолею Джучі за 610 метрів біля річки залишки трикутного земляного насипу ритуального призначення, побудованого за наказом Чингісхана для поховання Джучі. Сторона грані трикутного молельного городища 118 метрів. Координати трикутного городища: 48,161209° пн. ш., 67,818292° сх. д. (Павловський А. 12.1.2016). У горах також похований хан Золотої Орди Тохтамиш, ординський полководець емір Едигей. На кам'яній плиті Улитауської гори Алтин шоки залишив пам'ять про своє перебування навесні 1391 року великий Тамерлан.
Пам'ятники, які зберігає в собі Улитау, сходять до епох палеоліту і неоліту. На території району знаходиться близько 636 пам'яток, 282 з яких занесені в історико-культурну карту фонду музею «Улитау». На території Улитау у рамках ботанічних і географічних досліджень виявлено 617 видів рослин, з них 90 видів лікарських.
В одному із золотоординських поховань XIII—XIV століття в горах Улитау разом із воїнами армії хана Джучі виявлено присутність людини західноєвразійського походження (зразок DA29), що має Y-хромосомну гаплогрупу R1a-YP575 і мітохондріальну гаплогрупу I1. У зразка DA28 визначена Y-хромосомна гаплогрупа C2b1a3a1a3-Y4541.